# Sparnberg

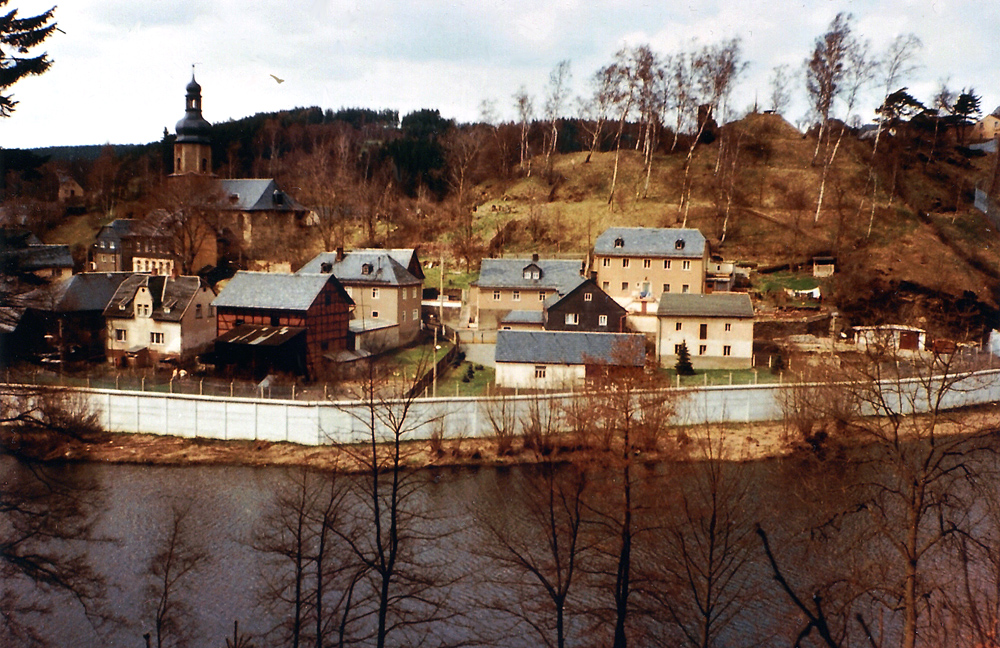
Sparnberg, junto ao rio Saale, em meados da década de 1980, fechada por um muro de cimento

Sparnberg é uma localidade da Alemanha, que desde 1994, pertence à prefeitura de Hirschberg, na Turíngia. Tem uma área de aproximadamente 333 hectares e está localizada a 500 metros acima do nível do mar. Sparberg tinha cerca de 160 habitantes em 2005. A história de Sparnberg é dominada pela sua situação na Alemanha Oriental, sobre a antiga fronteira interna da Alemanha